# 芝田啓治
芝田 啓治（しばた けいじ、1950年（昭和25年）4月11日 - ）は、日本の政治家。元大阪府河内長野市長（2期）。

## 略歴
南河内郡長野町（現・河内長野市）生まれ。父は中国語学者で関西大学名誉教授の芝田稔（1916年 - 2007年）。大阪府立富田林高等学校、関西大学経済学部卒業。1973年4月から2008年5月まで清教学園中学校・高等学校（河内長野市）に勤務し、同校評議員及び社会科教諭を務める。
2008年7月、河内長野市長選挙に無所属で立候補し、新人5人による争いを制して初当選した。2012年、市長に再選された。
2016年の市長選挙で、前回に続き2度目の挑戦となった新人の島田智明に敗れ、落選した。
2022年11月3日、秋の叙勲において、旭日双光章を受章した。

## 著書
- おいてけぼり 宮本輝論（近代文芸社、1996年10月 ISBN 4773358823）
- じょっぱり 啄木・賢治・太宰（東京図書出版会・星雲社、2003年7月 ISBN 4434031244）
- 幕末太平記（東京図書出版会・リフレ出版、2007年7月 ISBN 9784862231826）

など